# Phare de Smith Point
Le phare de Smith Point (en anglais : Smith Point Light), est un phare offshore à caisson pneumatique situé à l'embouchure de la rivière  Potomac, dans la baie de Chesapeake, comté de Northumberland en Virginie.
Il est inscrit au Registre national des lieux historiques depuis le 2 décembre 2002 sous le n° 02001437 et inscrit au Virginia Landmarks Register le 10 septembre 2003.
détroit de St-Simon (en) .

## Historique
Smith Point, à l'embouchure de la rivière Potomac, a été marquée par une succession de feux desservis par trois tours, trois phares, un phare à vis et le caisson actuel. Le premier phare, une tour de pierre, fut érigé par Elzy Burroughs (en) à Smith Point même en 1802. L'érosion y était sévère et le phare devait être reconstruit plus à l'intérieur des terres en 1807 par Burroughs et son frère, William K. Burroughs. William avait également été nommé le deuxième gardien du phare en 1806. En 1828, la tour fut reconstruite par un autre constructeur. Cette dernière tour fut finalement abandonnée en 1859, remplacée entre temps par un bateau-phare stationné à partir de 1821.
Comme beaucoup d'autres, le premier bateau-phare fut détruit en 1861 par les forces confédérées pendant la guerre de Sécession. Il a été remplacé l'année suivante par un brick réaménagé qui a servi jusqu'en 1868. Au cours de cette même année, un phare à vis a été construit, conformément aux recommandations formulées quinze ans plus tôt. L'emplacement est exposé et les dégâts de banquises étaient inévitables. Le phare a été endommagé par la glace en 1893 et les gardiens ont été licenciés pour avoir abandonné leurs postes. Deux ans plus tard, la maison a été démolie et emportée.
Une fois de plus, un bateau-phare fut stationné à proximité de Smith Point jusqu'en 1897, date à laquelle le phare actuel sur caisson a été mis en service. Les plans du phare de Wolf Trap ont été réutilisés, de sorte que la seule différence évidente entre eux est que Wolf Trap est peint en rouge, tandis que Smith Point est peint en blanc. Avec divers changements et réparations de la corne de brume, le feu a été gardé jusqu'en 1971, date tardive pour un phare en baie de Chesapeake. Un long câble sous-marin a été acheminé pour alimenter la lumière, avec une batterie de secours pour gérer les interruptions. Les dommages causés à ce câble dans les années 1980 ont amené la Garde côtière des États-Unis à envisager l’arrêt de la lumière, mais le tollé général a entraîné des réparations en 1988.
En 2005, Smith Point a été mis aux enchères en vertu de la loi sur la préservation des phares historiques nationaux et a été acheté pour 170.000 dollars par David McNally, constructeur à Winona, dans le Minnesota. Le feu reste en service en tant qu’aide active à la navigation.

## Description
Le phare   est une maison de gardien octogonale en brique de deux étages et demi, montée sur un caisson en fer, le tout surmonté d'une petite tour carrée avec lanterne et galerie  de 16 m de haut. L'habitation est blanche, la lanterne est noire et le caisson est brun.
Il émet, à une hauteur focale de 16 m, un  éclat blanc d'une seconde toutes les 10 secondes. Sa portée est de 16 milles nautiques (environ 30 km). Il est équipé d'une cloche de brouillard émettant un souffle de 2 secondes toutes les 15 secondes, en continu.

## Caractéristiques dufeu maritime
Fréquence : 10 secondes (W)
- Lumière : 1 seconde
- Obscurité : 9 secondes

Identifiant : ARLHS : USA-764 ; USCG : 2-7480 ; Admiralty : J1790 .

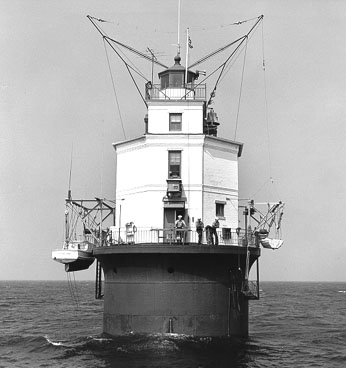
Smith Point (photo USCG)
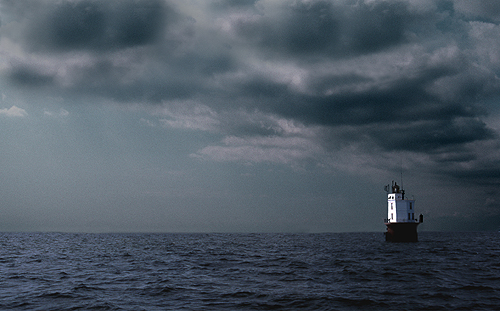
Le phare

### Lien connexe
- Liste des phares en Virginie